# Азъял (деревня)
 Азъял  — деревня в Моркинском районе Республики Марий Эл. Входит в состав Шалинского сельского поселения.

## География
Находится в юго-восточной части республики Марий Эл на расстоянии приблизительно 7 км по прямой на запад от районного центра посёлка Морки.

## История
Основана в 1610—1620 годах и названа по местной речушке Аз. В 1763 году в деревне Азъял проживал 131 человек. В 1859 году здесь насчитывалось 67 дворов, проживали 524 человека, в 1895 году 501 человек, в 1924 году 467 человек, большинство мари. В 2004 году оставалось 87 хозяйств. В советское время работали колхозы «Патыр», «Звезда» и «Родина».

## Население
Население составляло 249 человек (мари 99 %) в 2002 году, 227 в 2010.

## Известные уроженцы
Евсеев Тимофей Евсеевич (1887—1937) — марийский этнограф, фольклорист, краевед, педагог, основатель Национального музея Республики Марий Эл.
Евсеева Мария Тимофеевна (1920—1970) — марийская советская писательница и педагог. Дочь первого марийского этнографа, фольклориста, краеведа, педагога, основателя Национального музея Республики Марий Эл Т. Е. Евсеева.